# Denis Lacombe
 (août 2017).
Si vous disposez d'ouvrages ou d'articles de référence ou si vous connaissez des sites web de qualité traitant du thème abordé ici, merci de compléter l'article en donnant les références utiles à sa vérifiabilité et en les liant à la section « Notes et références ».
Pour les articles homonymes, voir Lacombe.
Denis Lacombe, né le 16 août 1936 à Toulouse et mort dans la même ville le 16 août 2017 le jour de ses 81 ans, est un journaliste et auteur français de romans policiers. 

## Biographie
Après deux années à la faculté de Droit de l’université de Toulouse, il obtient un diplôme en sciences pénales. Dès la fin de ses études, il fait son service militaire de trente mois en Algérie. Chef de section au sud de la ville d’Oran, il vit alors au quotidien la Guerre d’Algérie. Il obtient notamment la Croix de la Valeur Militaire en 1958. Il termine sa carrière militaire en tant que lieutenant de réserve en 1960.
De retour en France, il est un temps éducateur dans un service de délinquance juvénile, puis travaille dans une agence de journalisme avant d’entrer à La Dépêche du Midi où il connaît une longue carrière, étant successivement reporter, chef de rubrique, chef des informations toulousaines et secrétaire général de la rédaction.
Durant son activité professionnelle entre 1965 et 1980 il est responsable des relations avec l'armée ; pendant cette période il effectuera de nombreux reportages et déplacements de par le monde, pour en rapporter ses activités lors de conflits armés où par temps de paix.
Très actif en milieu associatif, il sera notamment président de la fédération des associations de quartier du nord-est toulousain.
Il était aussi membre du "Lion's club Toulouse Vallée du Girou".
En parallèle, il était membre actif et fondateur de l'association des "amis de l'arboretum de Jouéou" à Luchon. Œuvrant à la réhabilitation avec l'Université Paul Sabatier de la collection scientifique d'arbres d'essences rares créée par le célèbre botaniste et professeur Henry Gaussen, géographe de renommée internationale.Il était également conseiller du CESR Midi-Pyrénées et accesseur au tribunal du contentieux de Toulouse représentant les travailleurs salariés.
En marge de son activité journalistique, il publie quatre romans policiers fort bien accueillis, où transparaît l’influence de Charles Exbrayat, dont La Morte du Causse noir, lauréat du prix du roman d'aventures 1970, et Dans le creux de la main, qui remporte le prix du Quai des Orfèvres en 1980.

## Œuvre

### Romans
- Un cadavre sous la cendre, Paris, Librairie des Champs-Élysées, Le Masque no 1072, 1969 ; réédition, Paris, Librairie des Champs-Élysées, Le Club des Masques no 481, 1982
- Trois dames et un valet, Paris, Librairie des Champs-Élysées, Le Masque no 1096, 1969
- La Morte du Causse noir, Paris, Librairie des Champs-Élysées, Le Masque no 1121, 1970 ; réédition, Paris, Librairie des Champs-Élysées, Le Club des Masques no 456, 1981
- Dans le creux de la main, Paris, Fayard, 1979 ; réédition, Paris, Édito-Services, coll. Les Classiques du crime, 1983

## Prix et récompenses
- Prix du roman d'aventures 1970 décerné à La Morte du Causse noir
- Prix du Quai des Orfèvres 1980 décerné à Dans le creux de la main

## Sources
- Jacques Baudou et Jean-Jacques Schleret, Le Vrai Visage du Masque, vol. 1, Paris, Futuropolis, 1984, 476 p. (OCLC 311506692), p. 272.